# Islas de San Pablo (Malta)

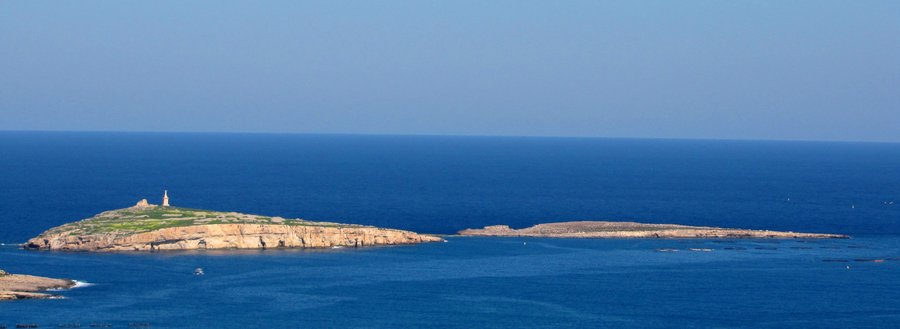
Vista panorámica de Selmunett.

Las Islas de San Pablo (también conocidas como Selmunett) son unos islotes planos y bajos que se encuentran en la Bahía de San Pablo en la Isla de Malta. Cuando la marea baja, las dos porciones se unen, razón por la cual también se le llama Isla de San Pablo. Esta ha estado deshabitada desde la Segunda Guerra Mundial y con un área de 0,1 km² es las segundas de mayor tamaño que están en esa condición.

## Historia y tradición
El cristianismo tiene casi 2000 años de historia en la isla y según la tradición, fue instituido nada más y nada menos que por el mismo apóstol San Pablo alrededor del año 60 D.C. quien naufragó en esta isla.
Pablo iba a ser llevado a Roma para ser juzgado como rebelde político, pero el barco que lo transportaba a él y a otros 275 tripulantes más, se vio atrapado en una fuerte tormenta y naufragó dos semanas después en la costa maltesa.
El sitio del naufragio se conoce tradicionalmente como St Paul’s island (Isla de San Pablo), y está marcado por una estatua del apóstol que conmemora el evento. Todos a bordo nadaron desde la pequeña isla, también conocida como Selmunett a Malta sin problemas. 

La bienvenida dada a los sobrevivientes se describe en "Los Hechos de los Apóstoles (XXVIII)" de San Lucas:
"Y luego supimos que la isla se llamaba Malta. Y la gente que vivía allí nos mostró una gran amabilidad, e hicieron una fogata y nos llamaron a todos para calentarnos ... "
Cuando se encendió el fuego, San Pablo fue mordido por una serpiente venenosa, pero no sufrió ningún efecto nocivo. Los malteses tomaron esto como una señal de que era un hombre especial. Esta escena está representada en numerosas obras de arte por toda Malta.
Según la tradición, el apóstol se refugió en una cueva, ahora conocida como "St Paul's Grotto" en Rabat, Malta. Durante el invierno, Pablo fue invitado a la casa de Publio, el jefe de los romanos en las islas maltesas en esa época, y según la creencia popular, fue entonces cuando el apóstol curó al padre del mandatario de una fiebre muy severa. Se dice que luego de este hecho, Publio se convirtió al cristianismo y fue nombrado primer obispo de Malta. Se dice que la Catedral de Mdina se encuentra en el sitio donde estaba casa de Publio.
La evidencia arqueológica parece apoyar esta historia, ya que Malta fue una de las primeras colonias romanas en convertirse al cristianismo y de ahí las numerosas iglesias que se ven.
Agrupaciones 
1. ↑  State of the Environment Report for Malta 1998 Archivado el 2 de abril de 2015 en Wayback Machine.